# Siège de la Brown Boveri en Belgique
Pour les articles homonymes, voir Croix-Rouge et Brown, Boveri & Cie.
 (juin 2020).
Le siège de la Brown Boveri au numéro 96 de la rue de Stalle, est un immeuble de bureaux qui s'inscrit dans le style international (tendance du Mouvement moderne des années 1950-1970), situé à Uccle (Bruxelles). L'immeuble de bureaux est construit entre 1969-1971 par l'architecte Paul Caulier, à destination de la société privée suisse, Brown Boveri, comme siège social de sa filiale belge. Depuis 2011, l'immeuble appartient à la Croix-rouge de Belgique, qui en a fait elle-même son siège social.

## Localisation
Le bâtiment se trouve au 96 rue de Stalle à Uccle, sur une artère historique de Bruxelles. Il se situe à l’extrémité de la rue de Stalle par rapport à l'E19, qui est composé d’immeubles et de commerces entre trois et six niveaux. Ce tronçon de la rue de Stalle est caractérisé par quelques immeubles de bureaux de grande qualité architecturale, comme le no 65 inauguré en 1978 (immeuble en acier Corten abandonné en face), réalisé par l' architecte suédois Hans Matell en collaboration avec Marcel Malcorps. Ceux-ci sont pour la plupart d'inspiration International Style, caractéristique des années 1950-1970, avec une zone de recul par rapport à la voirie. Cette rue est un axe de circulation aéré, avec une alternance de bâtis et d'aménagements paysagers à caractère forestier. La construction est située dans le quartier de Stalle en région Bruxelles-Capitale, plus précisément dans le bas d'Uccle, caractérisé par un sous-sol très humide dû à la présence du Geleytsbeek et Ucclebeek. L'immeuble est desservi par plusieurs moyens de transport, notamment les lignes de bus 43 et N11 à l'arrêt Jeanne Herreman et les tramways 4 et 97 à l'arrêt Wagon. Dans la rue de Stalle, nous trouvons également deux éléments patrimoniaux, le parc Raspail (classé depuis 1995) et la Chapelle Notre-Dame de Bon-Secours, au numéro 50 (classée depuis le 8 mars 1938).

## Architecte
Paul Caulier est un architecte sorti de l’école d’architecture de Tournai en Belgique. Très peu connu du grand public, il va réaliser plusieurs projets méritent notre attention. Il réalisera en 1960 une maison d’habitation de style moderniste à Bruxelles, 96 avenue du Pérou. Cette maison comprend une façade en plaque de béton lavé. Il construira cinq ans plus tard, avec l’architecte Philippe Lepère, le collège du Christ-Roi situé à Ottignies, 25 rue de Renivaux. Ce collège de style brutaliste, est d’ailleurs classé. Il reste une image phare de l'architecture brutaliste belge, digne du Corbusier.  En 1966, il construira seul sa maison personnelle. Aussi de style brutaliste, à Bruxelles, 10 avenue des gloire. Cette maison comprend un balcon en béton très reconnaissable ainsi qu’un intérieur propre à ce mouvement. Il réalise en 1970 un bâtiment de style international pour le siège de la société « Brown Boveri » à Bruxelles, 96 rue de Stalle. En 1974, il réalise le monastère des Carmélites déchaussées à Mont-sur-Marchienne. Finalement, Paul Caulier travaille avec l'artiste Walter Leblanc pour l'aménagement du hall de la Banco do Brasil situé rue du Nord à Bruxelles.

## Histoire
Ce bâtiment est construit sur le site de l’ancienne brasserie de la Couronne descendante d’une vieille auberge du XVIIe siècle nommé « De Kroon ». Elle débutera son activité de brasserie en 1929 et sera reprise en 1959 par la brasserie Léopold II pour devenir « la nouvelle brasserie de la Couronne ». Elle resta en activité jusqu’en 1966, et sera détruite en 1970.
En 1971, l’architecte Paul Caulier construit les bâtiments actuels pour la société Brown Boveri, anciennement basée au 105 rue de la Loi, 1000 Bruxelles. Le projet prévoit aussi deux ailes supplémentaires, une annexe en front de rue côté rue de Stalle, à l'opposé de l'actuelle annexe et une seconde qui aurait lié les deux dernières, qui ne seront pas construites.
Le bâtiment change de propriétaire en 1995. La société Schlumberger fait appel à l’architecte Jean-Pierre Togni pour la rénover et l'adapter aux nouvelles normes. Celui-ci va refaire le roofing de la toiture et il modifiera les vitrages dans les châssis. Il y ajoutera un nouvel escalier de secours sur le côté sud-est et il réorganisera l’intérieur.
Finalement, l’annexe sera réaménagée en 2011 par la Croix-Rouge, pour y ajouter de nouveaux parkings. L’intérieur sera aussi revisité mais de manière minime.

## Architecture
Conçu par l'architecte Paul Caulier, l'immeuble à bureau est une commande privée de l'entreprise Brown Boveri. Le style architectural de la construction s'inscrit dans un langage Modernisme, International, comme la plupart des immeubles de bureaux environnants. Le projet réalisé se développe en trois parties : un immeuble de bureaux, une annexe et une conciergerie, ensemble construit en 1971.

### L'immeuble de bureaux
L’immeuble est de forme cubique à quatre façades s'élevant sur 24,87 m de haut, dans un environnement paysager. La réalisation s’articule sur sept niveaux, divisée en deux parties différentes. Les deux premiers niveaux : le rez-de-chaussée et le R+1 dit mezzanine, reposent sur un socle en béton désactivé,. L'ensemble est surélevé de soixante cinq centimètres par rapport au niveau du sol, dû au risque d'inondation présent dans cette zone au sous-sol très humide par la présence du Geleytsbeek et Ucclebeek. La première partie est en retrait par rapport à l’ensemble supérieur et est complètement vitrée sur toute sa hauteur. Seule une bande pleine en aluminium de teinte gris natal d’environ quatre-vingts centimètres consistant à masquer la dalle, sépare les deux premiers niveaux. Les châssis en aluminium rythment la façade de manière régulière, où chaque baie est divisée en trois parties : deux petites sur les extrémités représentant un tiers et la dernière au centre représentant deux tiers de la baie. De plus, on observe une grande qualité du dialogue des différents matériaux et leur mise en œuvre (découpe, retraits, calepinage, béton apparent, etc.), comme la conception des châssis, avec un retour minutieux de l’élément au niveau du socle.
Le second sous-ensemble est un cube de quatre façades en saillie avec quatorze travées régulières par façade. Les cinq étages supérieurs sont portés par huit imposants piliers, deux sur chaque façade, en béton imprimé coffrage bois, donnant un aspect particulier au béton en appliquant un pochoir imitation bois à sa surface. Ses éléments structurels reposent eux-mêmes sur les fondations du bâtiment. Les niveaux sont organisés selon un rythme de strate horizontale avec une alternance entre plein et vide. La composition débute avec un entablement de béton blanc, surmonté d’une bande en aluminium de teinte gris natal. Au-dessus, on trouve des vitres réfléchissantes gris argent munies de menuiserie en aluminium. Ces ouvertures sont comprises dans des châssis pivotant réversible. Entre le deuxième étage jusqu’au dernier, les bandes pleines en façade sont marquées par des lignes qui accentuent encore une fois l'effet d’horizontalité recherché et marquent l’allège, la dalle et le faux plafond (de haut en bas). Au sommet, un acrotère termine la construction, et crée un rappel de matière avec le soubassement. Ces derniers enserrent la composition. Enfin, on retrouve un alignement de quinze IPN en façade qui vient d’une part camoufler les châssis et d’autre part casser l’horizontalité et former une trame avec les strates horizontales.
En 1996, l'immeuble se voit doté d’un escalier de secours extérieur en acier galvanisé peint en blanc sur la façade sud-est, pour répondre à une mise aux normes. L'escalier demi-tournant culmine à 24,87 m et se compose de 17 volets de marches desservant l’ensemble des étages de la mezzanine jusqu'au dernier étage.

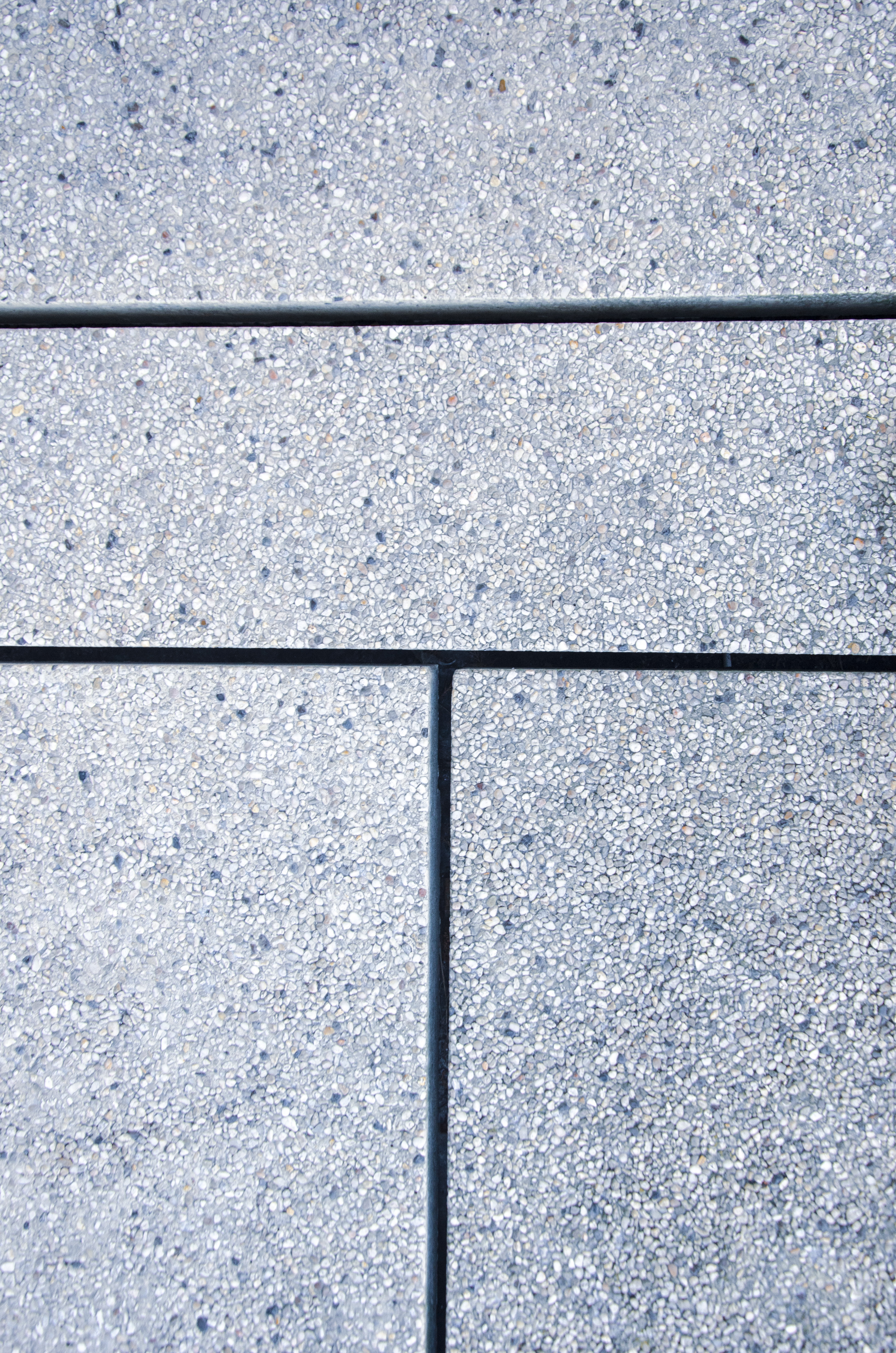
Socle en béton désactivé
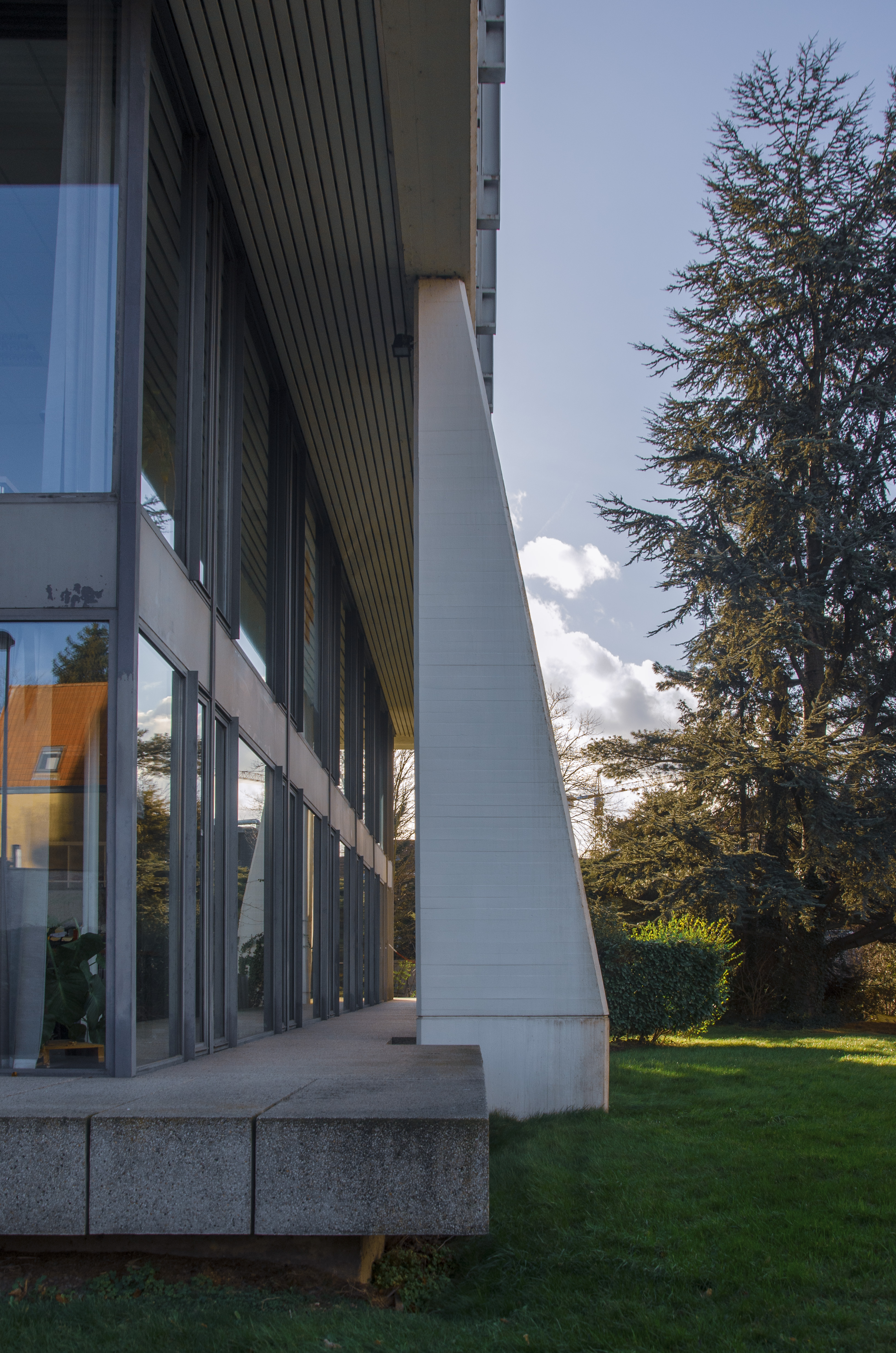
Pylône et retrait en façade des deux premiers niveaux
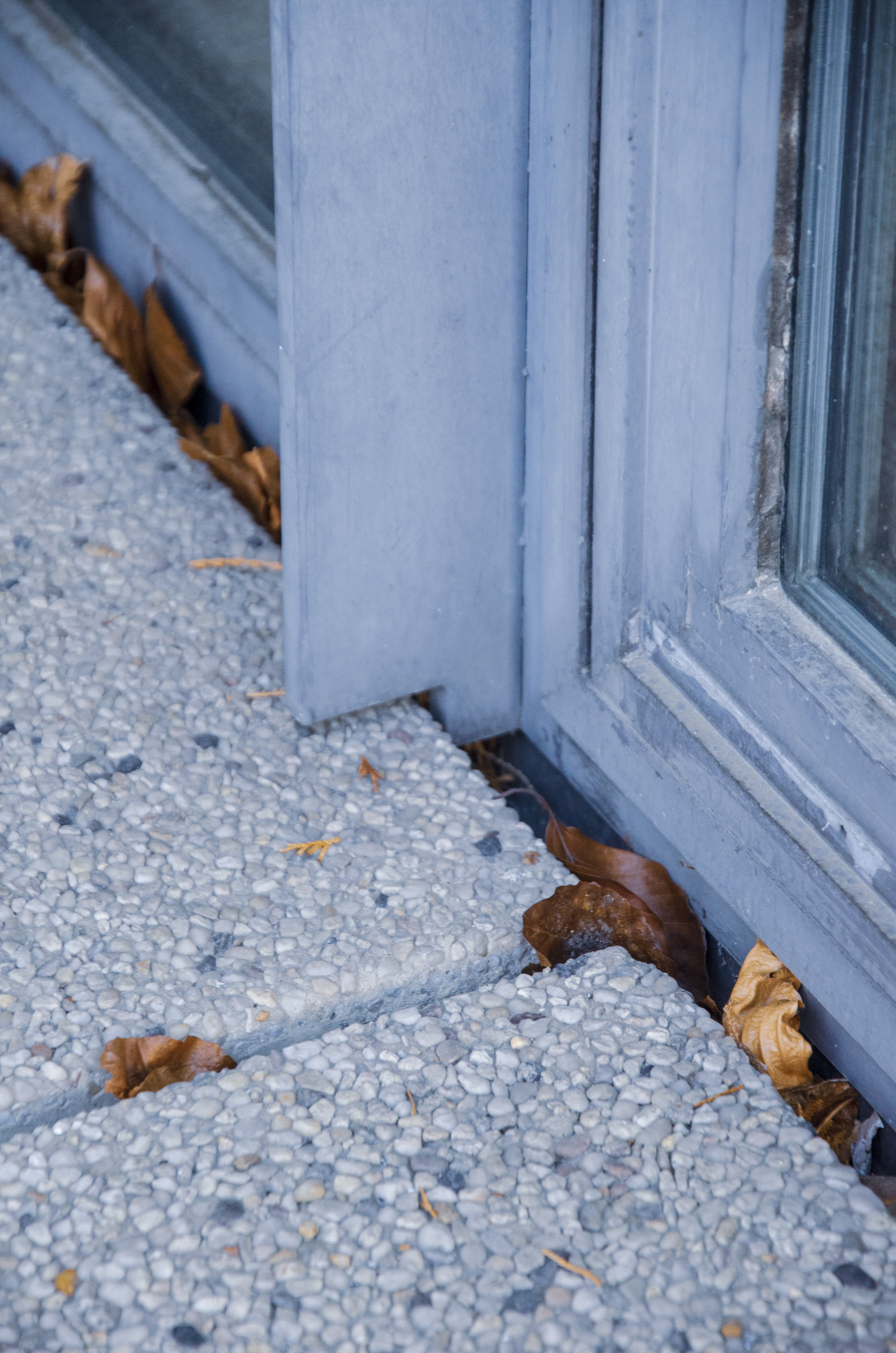
Détail châssis aluminium
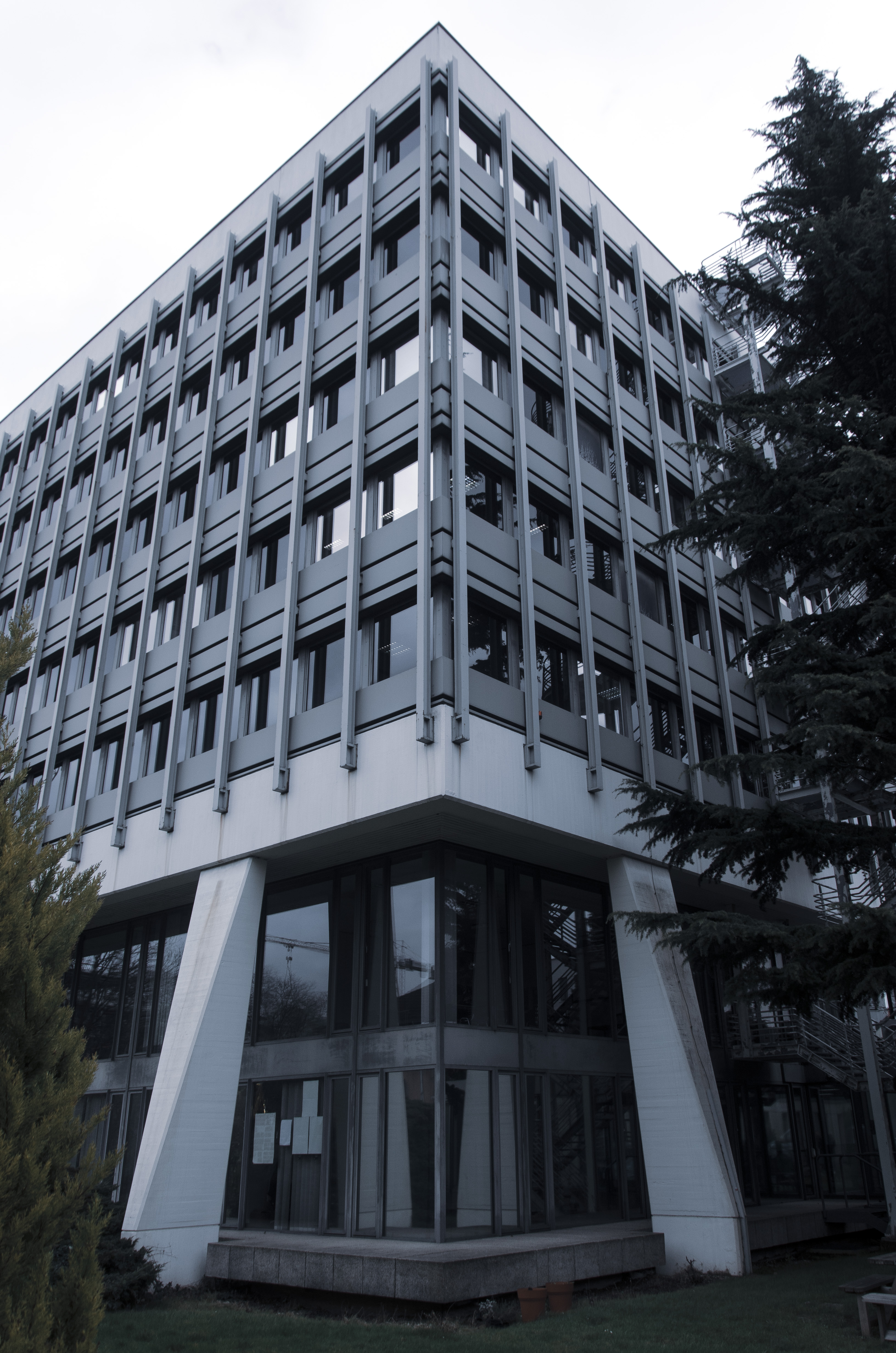
Vue générale du bâtiment

### L’annexe
Construite en même temps que le bâtiment principal, elle se situe à l'arrière de ce dernier depuis la rue de Stalle. L'annexe de 50,70 m de long sur 25,1 m de large, est composée de trois étages (un en surface et deux sous-sols), et reliée par une galerie vitrée de 14,4 m de long et 3,6 m de large à l’immeuble via la façade sud-est. L'extension bénéficie de trois façades aveugles semi-enterrées et une façade nord-ouest active, avec seize baies vitrées de 3,1 m de hauteur et 3,6 m de large, surmontées d'une rive de 1,6 m en béton, de même nature que le soubassement et l’acrotère du bâtiment principal. Originellement, le bâtiment accueille trois fonctions différentes. Des parkings au R-2, des magasins au R-1 et enfin des bureaux au rez-de-chaussée. De nos jours, les bureaux ont été remplacés par des espaces d'archives. Enfin, il existe un accès privé reliant l'annexe à la conciergerie permettant aux employés de sortir du parking via la rue Huldenberg.

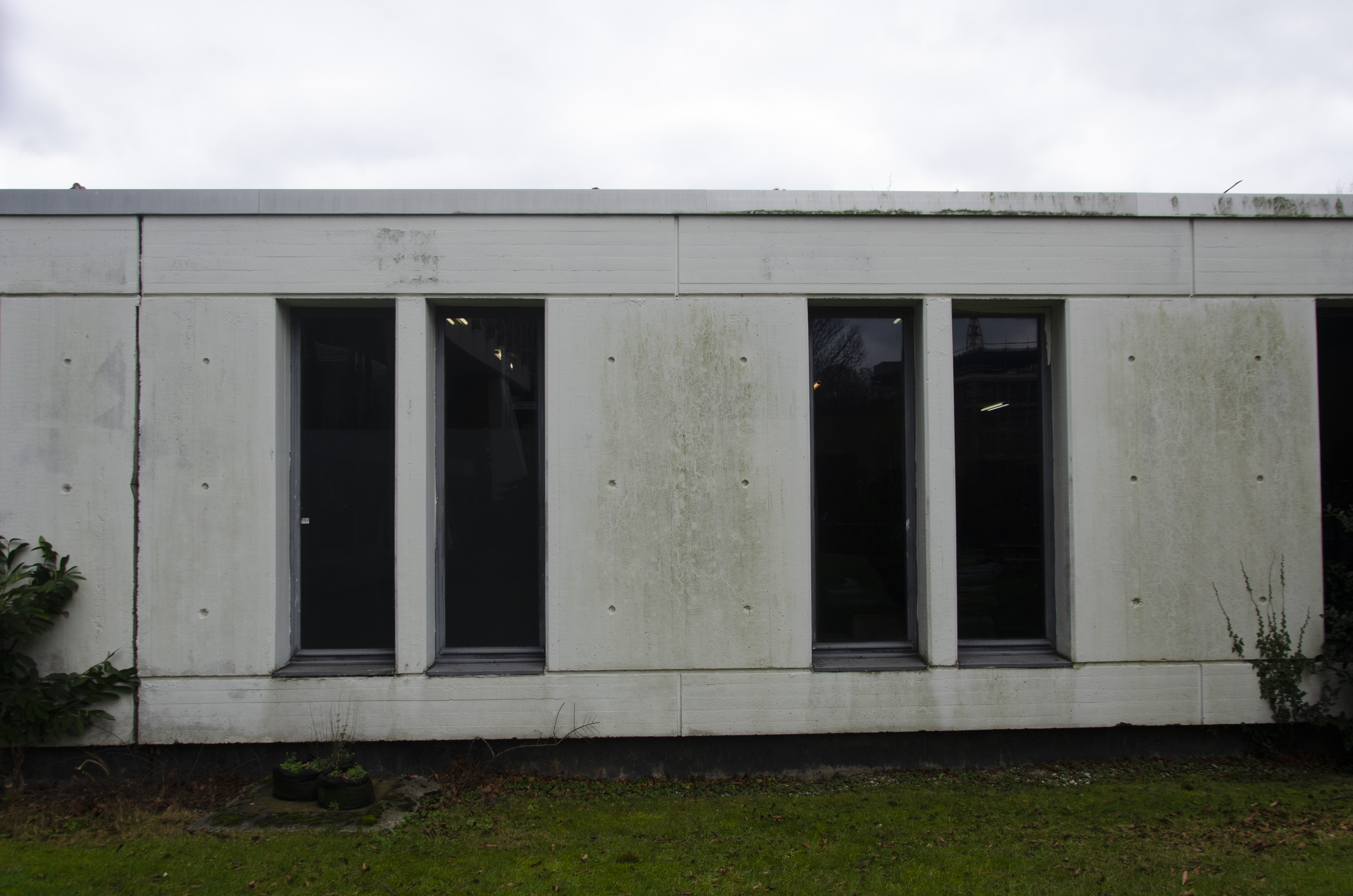
Façade nord-ouest de l'annexe
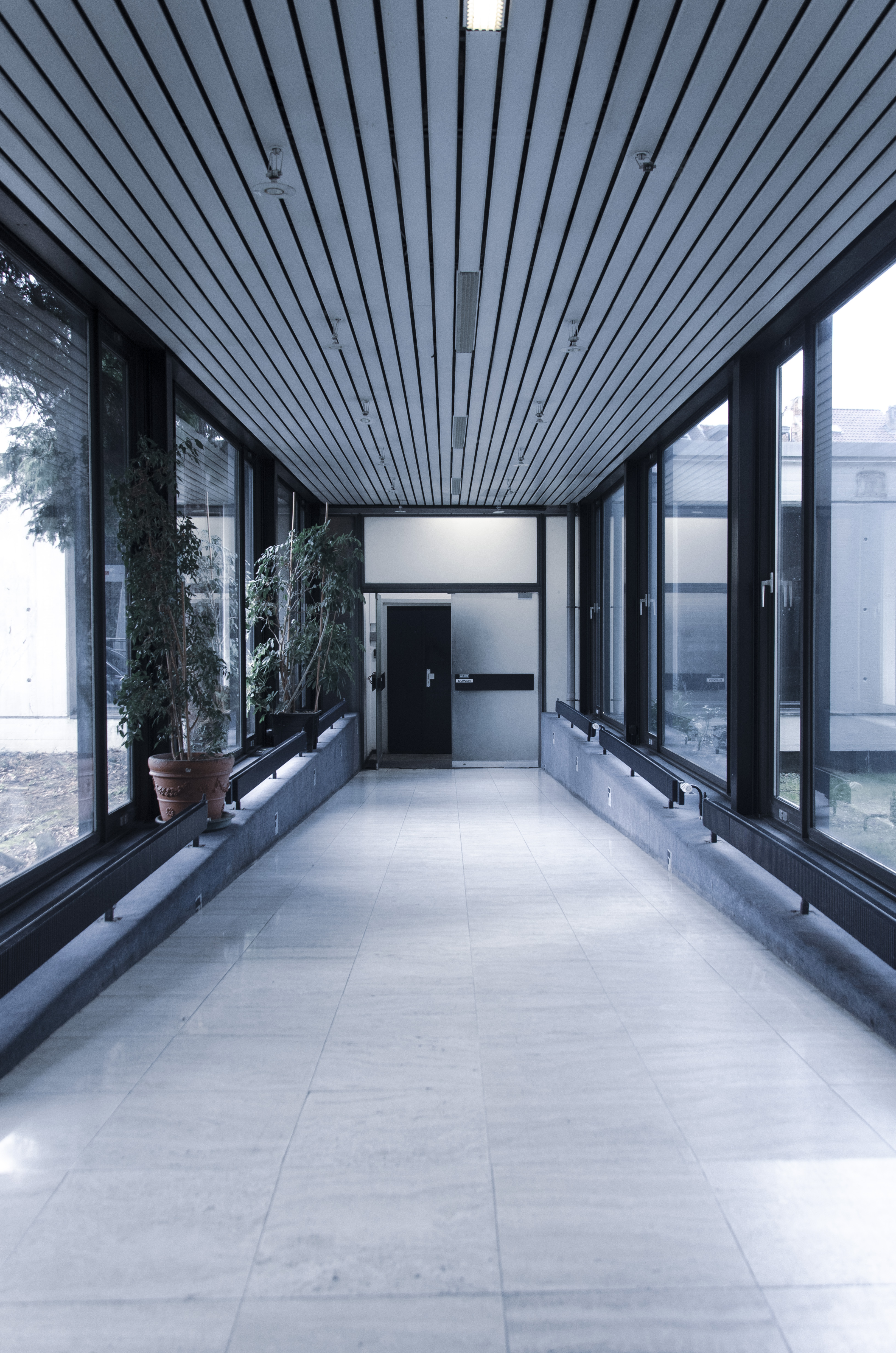
Galerie

### La conciergerie
Cette maison à usage d'habitation située 10 rue Huldenberg, construite en même temps que l'immeuble et l'annexe, est composée de trois niveaux pour 52 m2 par étage, soit 156 m2 au total. On accède à la porte d’entrée via un petit chemin matérialisé par des dalles de sol en béton désactivé. La porte d'entrée est positionnée sur l’extrême droite du R0, avec une porte basculante de garage sur la gauche, permettant aux employés d'accéder via une rampe privée au parking de l’annexe. Le rez-de-chaussée fait 2,40 m de hauteur. Les niveaux R+1 et R+2 sont identiques et mesurent tous deux 2,80 m de hauteur. Les étages se composent d'une alternance entre pans de mur de briques de façade rouge, et de fenêtre de châssis à menuiserie en bois verni. Nous trouvons de gauche à droite, un pan de mur de briques de façade de 1,10 m, une fenêtre à châssis de menuiserie en bois verni de quatre-vingts centimètres de hauteur sur, un mur de brique des vingt centimètres, une fine ouverte de trente centimètres, encore un pan de mur de briques de cinquante centimètres, ensuite une fenêtre de 1,95 m et enfin un pan de mur de briques de soixante-cinq centimètres. Tous les étages sont assis sur une séparation horizontale, marquant la dalle et conçue du même béton désactivé utilisé pour le socle de l’immeuble de bureaux. La toiture à deux versants est composée d’une corniche saillante faisant office d'avant-toit en porte-à-faux de soixante centimètres environ, aussi en béton désactivé. Enfin, La charpente est recouverte de tuiles en terre cuite de couleur orange.

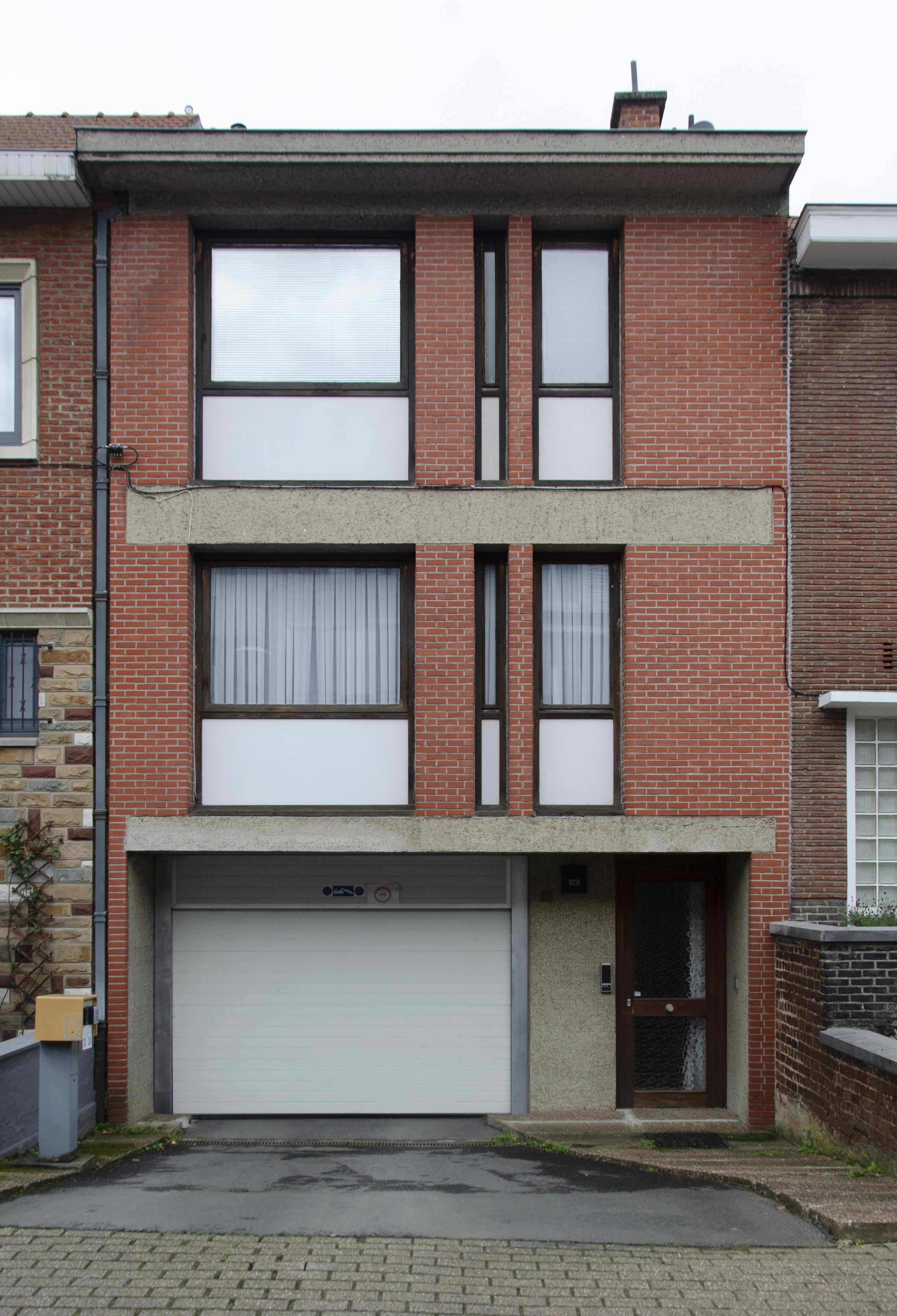
Façade principale
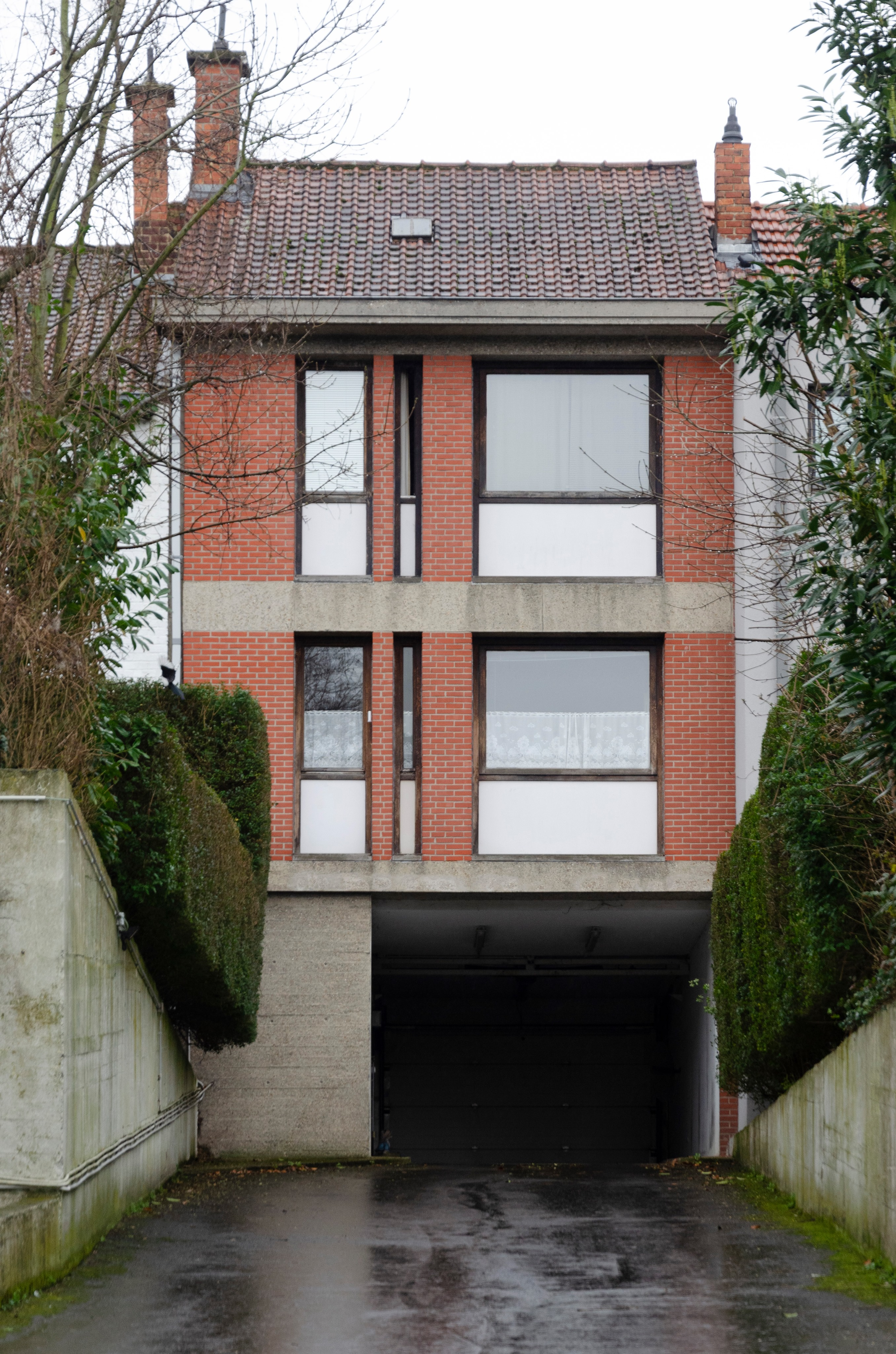
Façade arrière et rampe privée
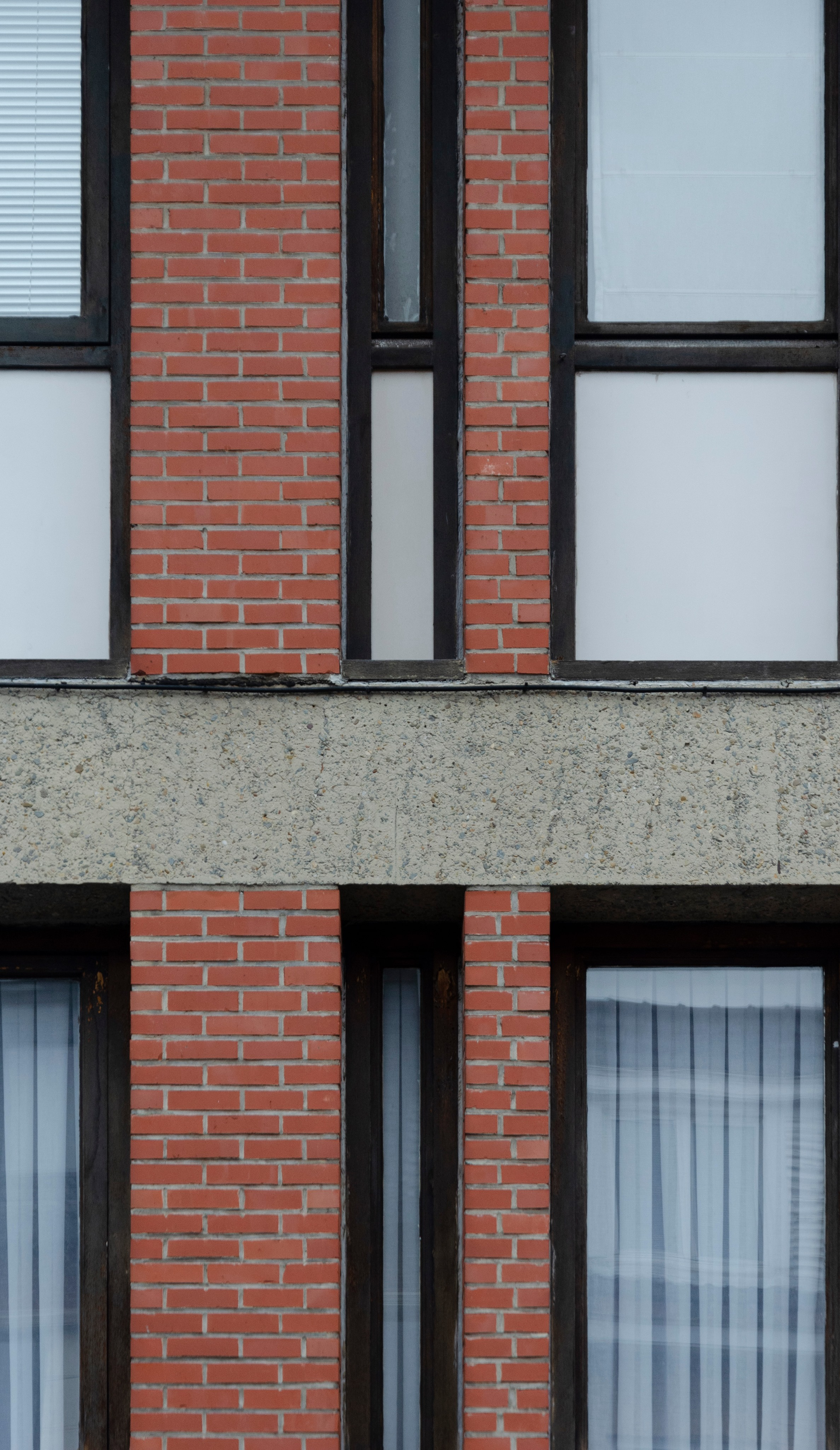
Zoom matériaux

### Fonds d'archives
- Bibliothèque des Archives d’Architecture Moderne (AAM), adresse : CIVA, 55 rue de l’Ermitage, 1050 Bruxelles.
- Archives de la Commune d'Uccle, service des bâtisses.